# Martin Wagner (arquitecto)

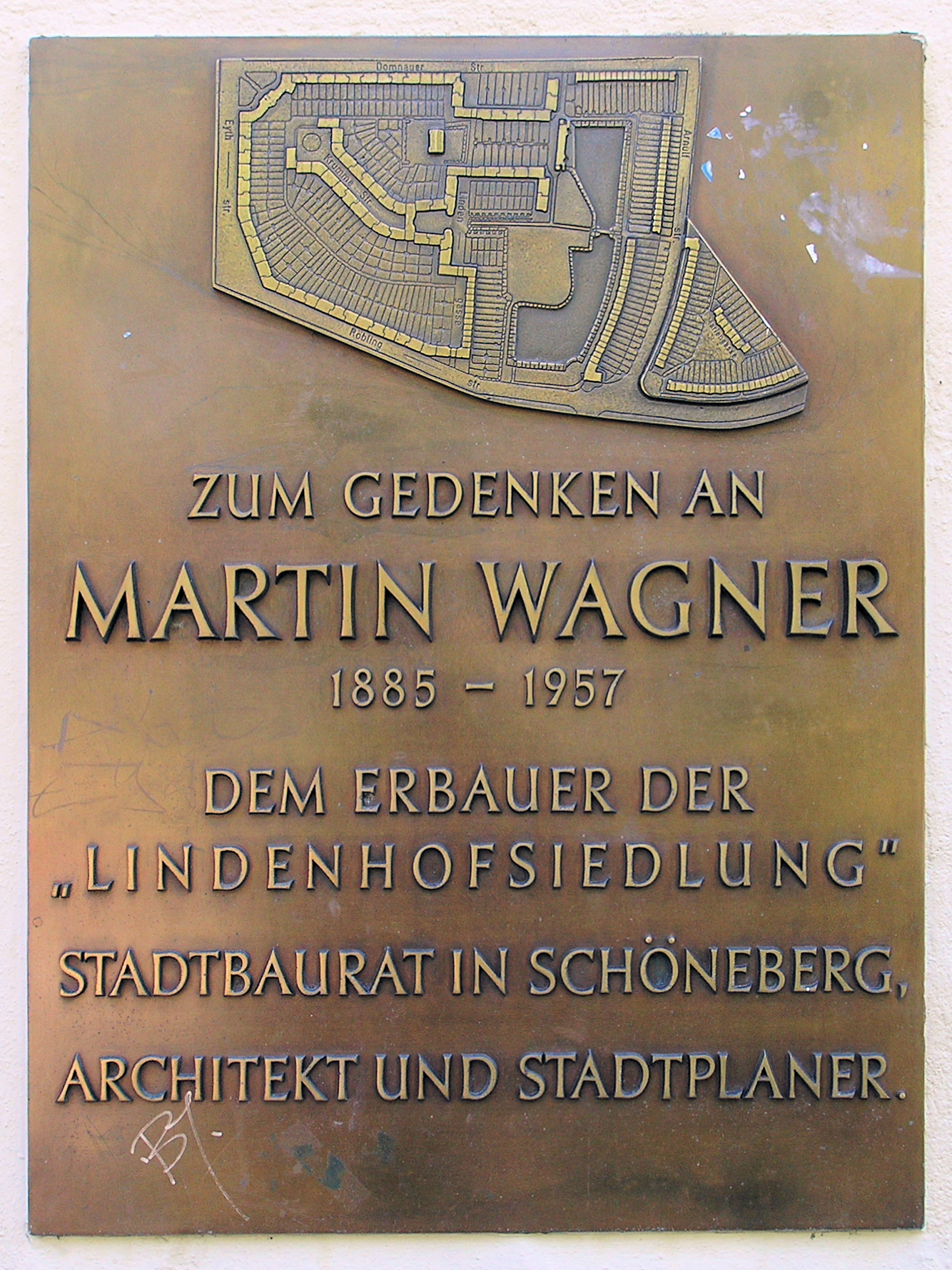
Placa conmemorativa en Berlin-Tempelhof

Martin Wagner (Königsberg, 5 de noviembre de 1885 - Cambridge (Massachusetts), 28 de mayo de 1957) fue un arquitecto y urbanista alemán, adscrito al expresionismo. Es conocido principalmente por sus proyectos de viviendas modernas del Berlín de entreguerras.
Estudió en la Universidad Técnica de Berlín (Technische Universität Berlin) y trabajó como dibujante en la oficina de Planificación de Hermann Muthesius, antes de ser nombrado comisionado para la construcción de la ciudad de Schöneberg en 1918 (actualmente dentro de la ciudad de Berlín).
Desde 1925 fue el principal planificador de Berlín, construyendo la mayoría de las famosas casas modernas (Siedlungen) de Berlín, actualmente reconocidas por la UNESCO como Patrimonio de la Humanidad. En 1924 fundó la sociedad de construcción Gehag, que fue responsable de un setenta por ciento de las viviendas de Berlín construidas de 1924 a 1933. Su papel fue paralelo al de Ernst May en Fráncfort del Meno: el líder de un esfuerzo a gran escala para uniformar los requisitos de construcción, racionalizar la práctica de la construcción, organización de proveedores industriales y sindicatos, todos en un esfuerzo común para la producción en masa de viviendas.
Con el advenimiento del nazismo y a causa de su militancia socialista, fue expulsado de la Deutscher Werkbund en 1933 y decidió abandonar el país. Pasó tres años en Turquía, marchando posteriormente a Estados Unidos. En 1938 fue nombrado profesor en la Graduate School of Design de Harvard, hasta su jubilación en 1951. En 1944 tomó la ciudadanía estadounidense. Su hijo, Bernard Wagner, fue también arquitecto.  